# جليس الأطفال (فلم)
جليس الأطفال (بالإنجليزية: The Sitter) هو فيلم كوميدي أُصدر في الولايات المتحدة سنة 2011. الفيلم من إخراج ديفيد جوردون جرين.
الفيلم يحكي قصة طالب جامعي بعد أن يطرد من الجامعة، يتم فرضه من قبل والدته ليعمل كجليس للأطفال.
الفيلم هو مشروع مشترك بين مايكل دي لوكا للإنتاج وشركة تونتيث سينتشوري فوكس، وتم توزيعه من قبل شركة تونتيث سينتشوري فوكس. وكان من المقرر يتم صدور الفيلم في دور السينما يوم 5 أغسطس 2011، ولكن تم تأجيله إلى 9 ديسمبر 2011.

## القصة
نواه (جونا هيل)، طالب جامعي يفصل من الجامعة ويعيش مع أمه المطلقة، بعد أن تمرض جليسة أطفال السيدة بيدولا الثرية، يقوم بالعمل كجليس للأطفال المدللين، الأطفال هم سلاتر المصاب بالمرض العصبي وبلايثي المهووسة بالبوب ورودريجو الابن المتبني المصاب بهوس الحرائق.

## طاقم التمثيل
- جونا هيل: نواه جريفيث
- ماكس ركوردز: سلاتر بيدولا
- أري جراينور: ماريسا لويس
- سام روكويل: كارل
- جي بي سموف: خوليو
- ميثـود مان: جاكوبلي
- ماكس ريكوردز: سلاتر
- لاندري بيندر: بلايثي
- كيفن هيرنانديز: رودريجو

## وصلات خارجية
- مقالات تستعمل روابط فنية بلا صلة مع ويكي بيانات